# 深澤浩子
深澤浩子（ふかざわ ひろこ）は、日本の脚本家。大阪府出身。 日本シナリオ作家協会 シナリオ講座第57期修了。 夫は俳優の深澤幸太。

## 略歴
シナリオライターを目指し、オリジナルビデオ作品でデビュー。本来デビュー作となる予定だった『シベリア超特急シリーズ』の新作が2年かけた上にお蔵入りとなり落ち込んでいたところ、編集技師の金子尚樹にピンク映画を薦められる。編集マンである有馬潜の紹介で映画監督の加藤義一と出会い2016年、『ボインのお宿　熟女大宴会!』でピンク映画の脚本家としてデビュー。R-18作品をR-15設定に編集しなおし、幅広い世代に観てもらう試み「OP PICTURES＋フェス」が始動した時期とも相まって、これまでのピンク映画には少なかった女性の心の揺れ動きを描ける作家として以降、ピンク映画の常連脚本家となる。ファンの間口が広がっていることには「自分の性別が女なので、書くものについては同性に見てもらいたいという欲求がある」と感想を述べている。
2020年4月に開催されたピンク映画ベストテンで脚本賞を受賞。
2021年6月、ピンク映画ベストテン2020において2年連続で脚本賞を受賞。
日本シナリオ作家協会のシナリオ講座にて講師を務めている（83期基礎科および研修科）。

## 劇場公開作品

### 加藤義一監督作品
- ボインのお宿　熟女大宴会！（2016年1月、オーピー映画）[1]
  - ボインのお宿　熟女大宴会！（2017年9月、OP PICTURES+）
- 巨乳OLと美乳人妻　北へ向かう女たち（2016年5月、オーピー映画）[6]
  - OLと人妻 ～北へ向かう女たち～（2018年6月、OP PICTURES+）
- 聖なるボイン　もみもみ懺悔室 （2016年7月、オーピー映画）[7]
  - 熟女シスター　巨乳でアーメン！（2018年7月、OP PICTURES+）
- 濡れ絵筆　家庭教師と息子の嫁（2019年9月27日、オーピー映画）[8]
- 誘惑妻物語　濡れた人差し指（2021年1月29日、オーピー映画）[9]

### 竹洞哲也監督作品
- 熟女ヴァージン　揉まれて港町 （2017年5月、オーピー映画）[10]
  - 出会ってないけど、さようなら（2017年7月、OP PICTURES+）
- 青春のささくれ 不器用な舌使い（2018年4月、オーピー映画）[11]
  - つないだ手をはなして（2018年8月、OP PICTURES+）
- まぶしい情愛　抜かないで…（2017年12月、オーピー映画）※当方ボーカルとの共同脚本[12]
  - 未来の足音（2017年9月、OP PICTURES+）※当方ボーカルとの共同脚本
- 言えない気持ちに蓋をして（2019年8月23日、OP PICTURES+）[13]
- 大人の同級生（2019年8月31日、OP PICTURES+）[14]
- ひとり妻　熟れた旅路の果てに（2020年1月31日、オーピー映画）[15]

### その他監督の作品
- レンタルファミリア（夏目大一朗監督、2018年7月）※夏目大一朗との共同脚本[16]
- ツングースカ・バタフライ　サキとマリの物語（野火明監督、2019年12月14日、マメゾウピクチャーズ）※野火明との共同脚本[17]
- 眠れる森のミチコ（2020年、オーピー映画）[18]
- 神戸元町映画館10周年記念オムニバス映画「きょう、映画館に行かない?」「これから」（2021年8月21日）※切通理作との共同脚本[19]
- 夜の研修生 彼女の秘めごと（2021年10月8日、オーピー映画）
  - 海辺の街の約束（2021年11月13日、オーピー映画）※再編集版[20]

## オリジナルビデオ

### 福谷孝宏監督作品
- 眠り病（オムニバス作品　悪夢の椅子 の内一編、2015年） （福谷孝宏との共同脚本）[21]

### 越坂康史監督作品
- 東京地下女子刑務所 CHAPTER1・エリア88（2015年12月2日、越坂康史との共同脚本）[22]
- 東京地下女子刑務所 CHAPTER2・エリア99（2016年1月6日、越坂康史との共同脚本）[23]
- 東京地下女子刑務所 CHAPTER3・エリア0〈ゼロ〉（2016年10月5日、越坂康史との共同脚本）[24]
- 東京地下女子刑務所 CHAPTER4・エリア∞〈インフィニティ〉（2016年11月2日、越坂康史との共同脚本）[25]
- ブレインウォッシュ 洗脳（2018年2月2日、越坂康史との共同脚本）[26]
- ガールズ・ファーム～少女奴隷牧場～（2017年2月3日、越坂康史、高原一との共同脚本）[27]
- ガールズ・ファームII～少女奴隷牧場～（2017年3月3日、越坂康史との共同脚本）[28]
- ホームジャック （2016年9月2日、越坂康史との共同脚本）[29]
- ホームジャック リバース（2017年4月5日、越坂康史との共同脚本）[30]
- ホームジャック　トライアングル（2018年3月2日、越坂康史との共同脚本）[31]
- 38days（2016年4月2日、越坂康史との共同脚本）[32]
- 39days（2016年5月3日、越坂康史との共同脚本）[33]

## 出演

### 映画
- スモーキング・エイリアンズ（2018年12月15日、リアリーライクフィルムズ、INNERVISIONS）[34]